# Amalie zu Solms-Braunfels

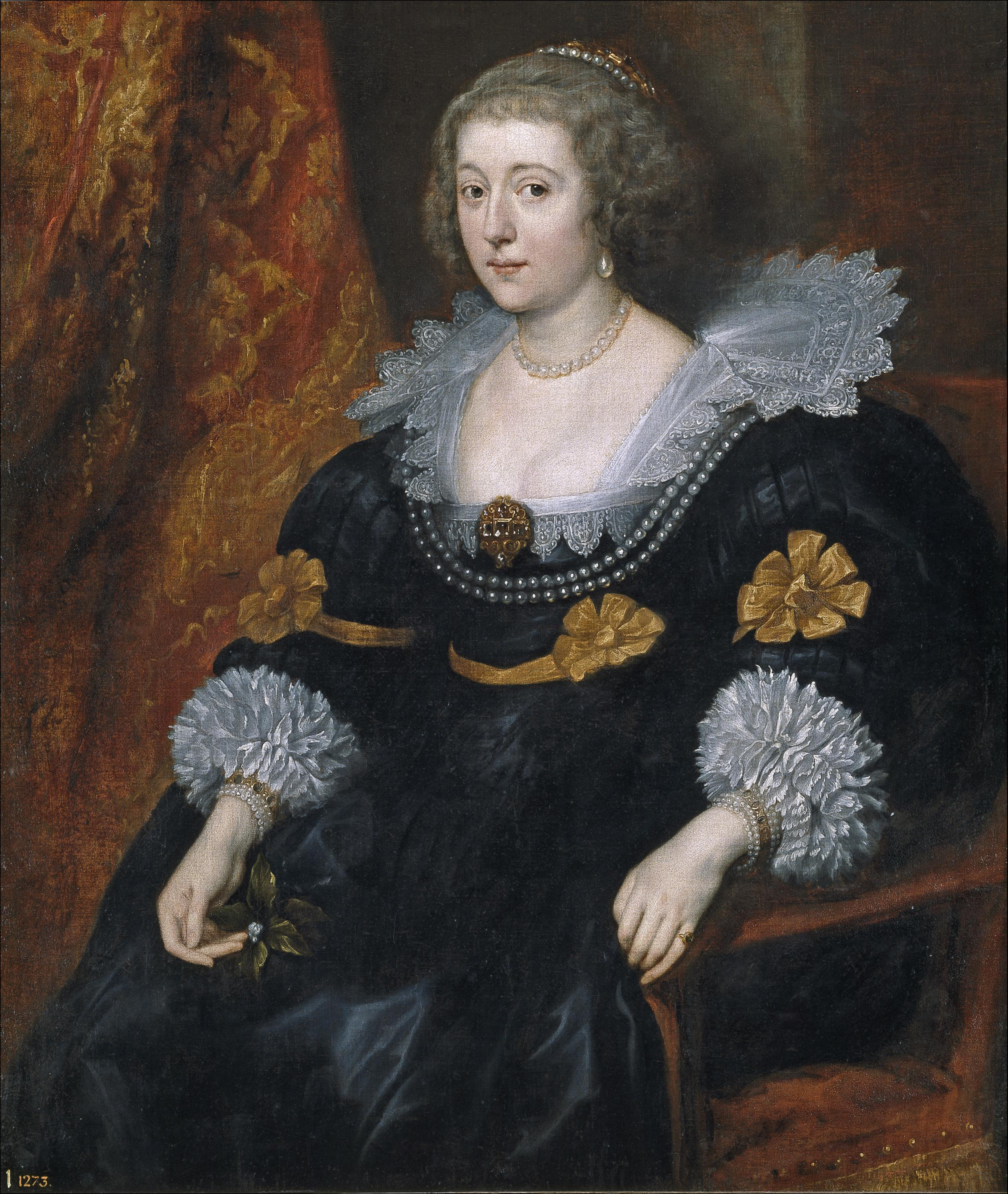
Anthonis van Dyck: Porträt von Amalie zu Solms-Braunfels, 1631/32

Gräfin Amalie zu Solms-Braunfels (* 31. August 1602 auf Schloss Braunfels in Braunfels; † 8. September 1675 in Den Haag) aus dem Grafengeschlecht Solms kam als Hofdame der Pfalzgräfin-Kurfürstin Elisabeth von der Pfalz nach Den Haag. Sie wurde 1625 durch Heirat mit dem niederländischen Statthalter Friedrich Heinrich von Oranien Prinzessin von Oranien und Gräfin von Nassau.

## Leben
Amalie war die vierte Tochter des Grafen Johann Albrecht I. zu Solms-Braunfels (1563–1623) und seiner ersten Ehefrau Gräfin Agnes zu Sayn-Wittgenstein (1568–1617), Tochter des Grafen Ludwig I. und der Gräfin Elisabeth zu Solms-Laubach. Ihre Großeltern väterlicherseits waren Graf Conrad zu Solms-Braunfels und Gräfin Elisabeth von Nassau-Dillenburg.
Im Sommer 1619 kam Gräfin Amalie an den Heidelberger Hof und wurde zur Hofdame der Kurfürstin von der Pfalz und späteren Winterkönigin, Elisabeth Stuart, ernannt. Nach deren Flucht aus Prag kam Gräfin Amalie mit der königlichen Familie im Frühling 1621 nach Den Haag. Später lernte Amalie zu Solms-Braunfels auf einem Ball zu Ehren der Winterkönigin den Prinzen Friedrich Heinrich von Oranien (1584–1647), den jüngsten Sohn des Statthalters Wilhelm I. von Oranien und seiner vierten Ehefrau, der französischen Hugenottin Louise de Coligny, und somit einen Vetter ihres Vaters, kennen.
Am 4. April 1625 heiratete Amalie und Friedrich Heinrich in Den Haag. Aus der Ehe gingen neun Kinder hervor:

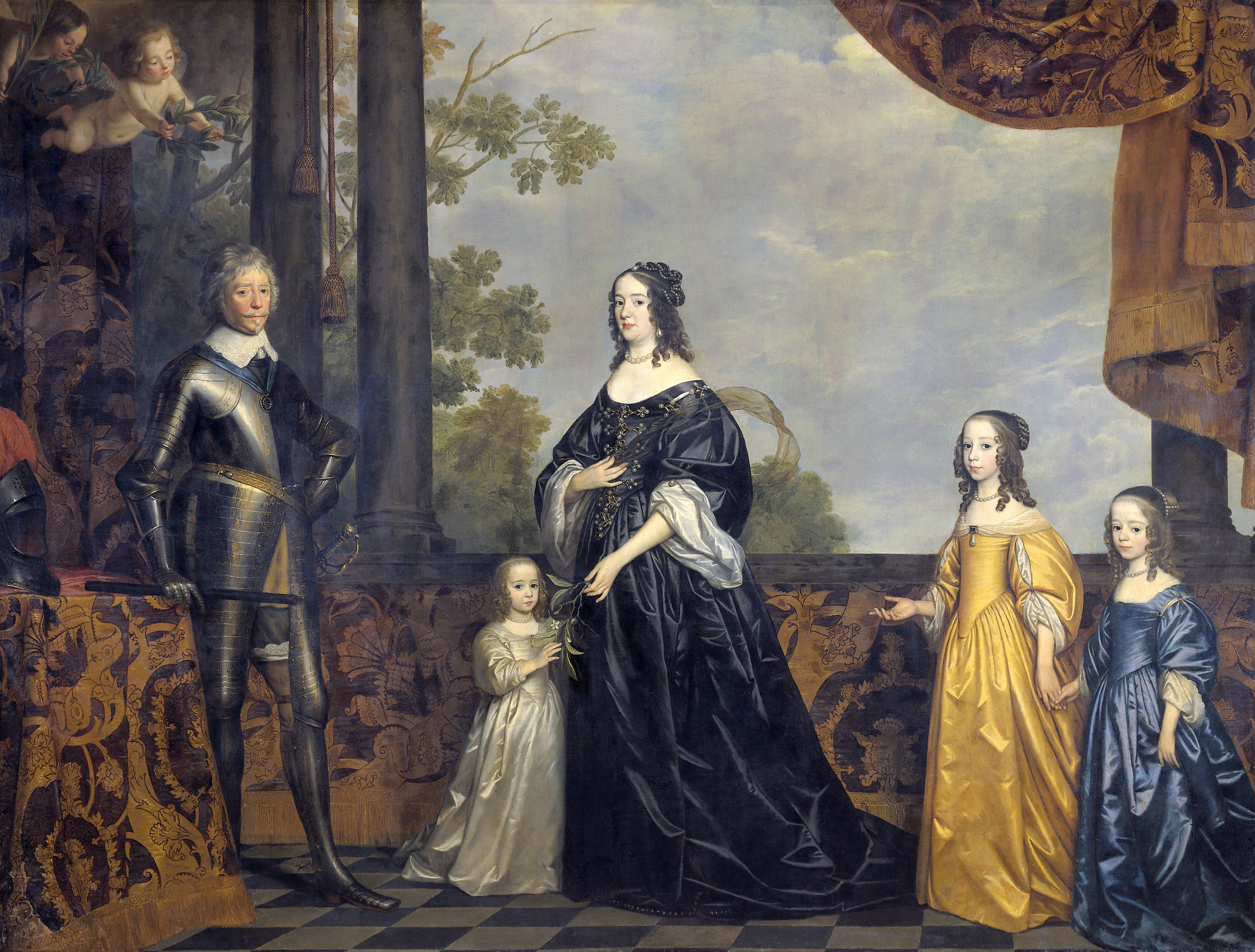
Gerrit van Honthorst: Amalie und Friedrich Heinrich von Oranien-Nassau mit ihren drei jüngsten Töchtern

- Wilhelm II. (1626–1650) ⚭ 1641 Maria Henrietta Stuart (1630–1660), Princess Royal
- Louise Henriette (1627–1667) ⚭ 1646 Kurfürst Friedrich Wilhelm von Brandenburg (1620–1688)
- Henriette Amalia (*/† 1628)
- Elisabeth (*/† 1630)
- Isabella Charlotte (1632–1642)
- Albertine Agnes (1634–1696) ⚭ 1652 Fürst Wilhelm Friedrich von Nassau-Dietz (1613–1664), Statthalter von Friesland-Groningen
- Henriette Catharina (1637–1708) ⚭ 1659 Fürst Johann Georg II. von Anhalt-Dessau (1627–1693)
- Heinrich Ludwig (*/† 1639)
- Marie Henrietta (1642–1688) ⚭ 1666 Pfalzgraf Ludwig Heinrich von Simmern (1640–1674), Enkel von Friedrich IV.

Leidenschaftlich und herrschsüchtig, aber politisch hochbegabt, stattete Prinzessin Amalie von Oranien den Hof in Den Haag mit königlichem Glanz aus und gestaltete ihn zu einem europäischen Zentrum der Künste. Sie bestimmte auch die Heiratspolitik für ihre Kinder, Prinz Wilhelm II. und seine vier Schwestern, deren Neigungen zurückzustehen hatten. Als Witwe trieb sie eine gegen den Sohn gerichtete Politik. Nach dessen frühem Tod kämpfte sie um die Herstellung verlorengegangener Rechte für ihren Enkel Wilhelm III. Sein Vorsitz im Staatsrat und seine Ernennung zum Generalkapitän und Erbstatthalter 1672 waren die Krönung all ihrer Mühen. 1689 bestieg er den englisch-schottischen Thron, ein weiterer Enkel bestieg als Friedrich I. 1701 den preußischen Thron.

## Kunstaufträge

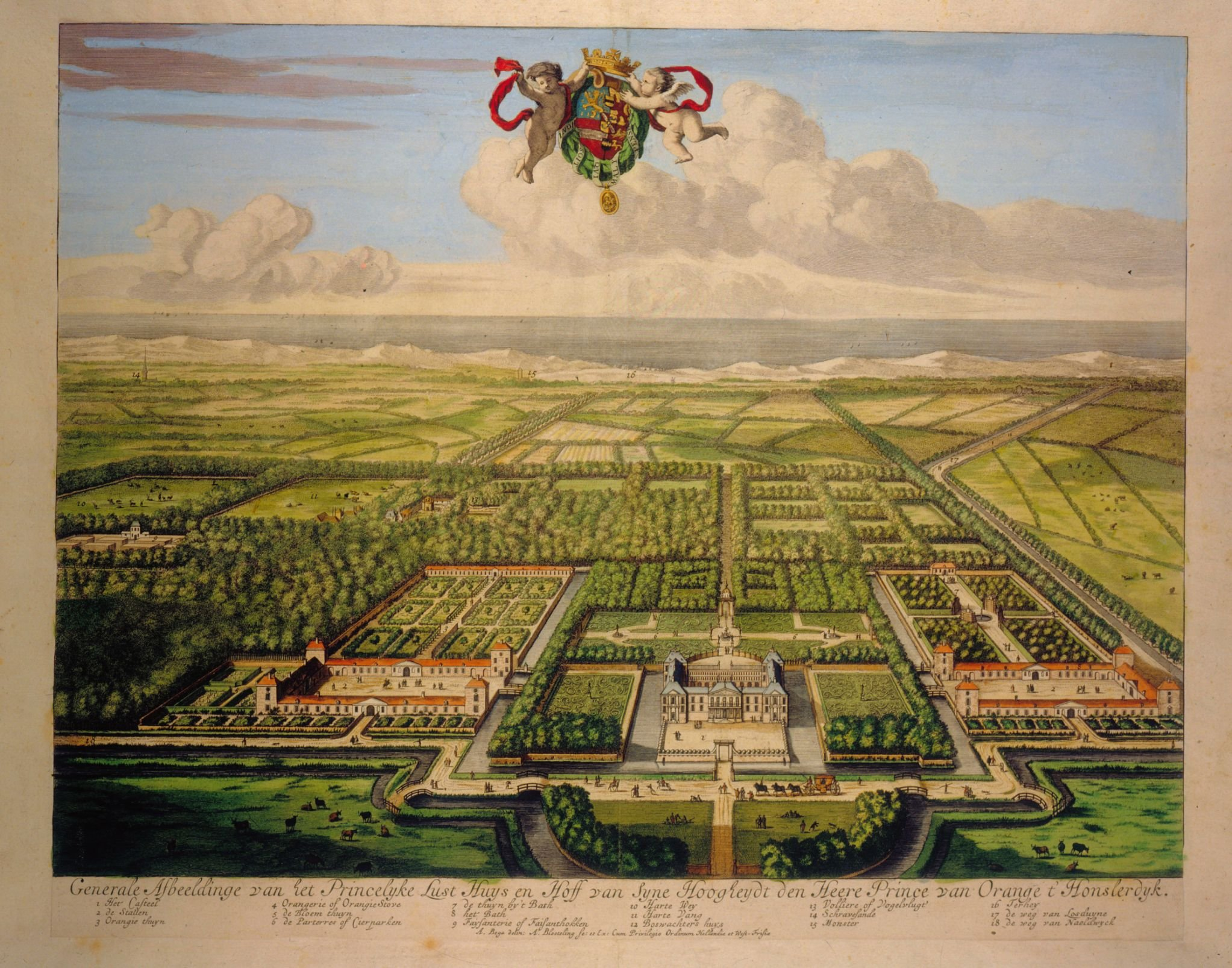
Das ab 1621 errichtete Landschloss Huis Honselaarsdijk, hier um 1683

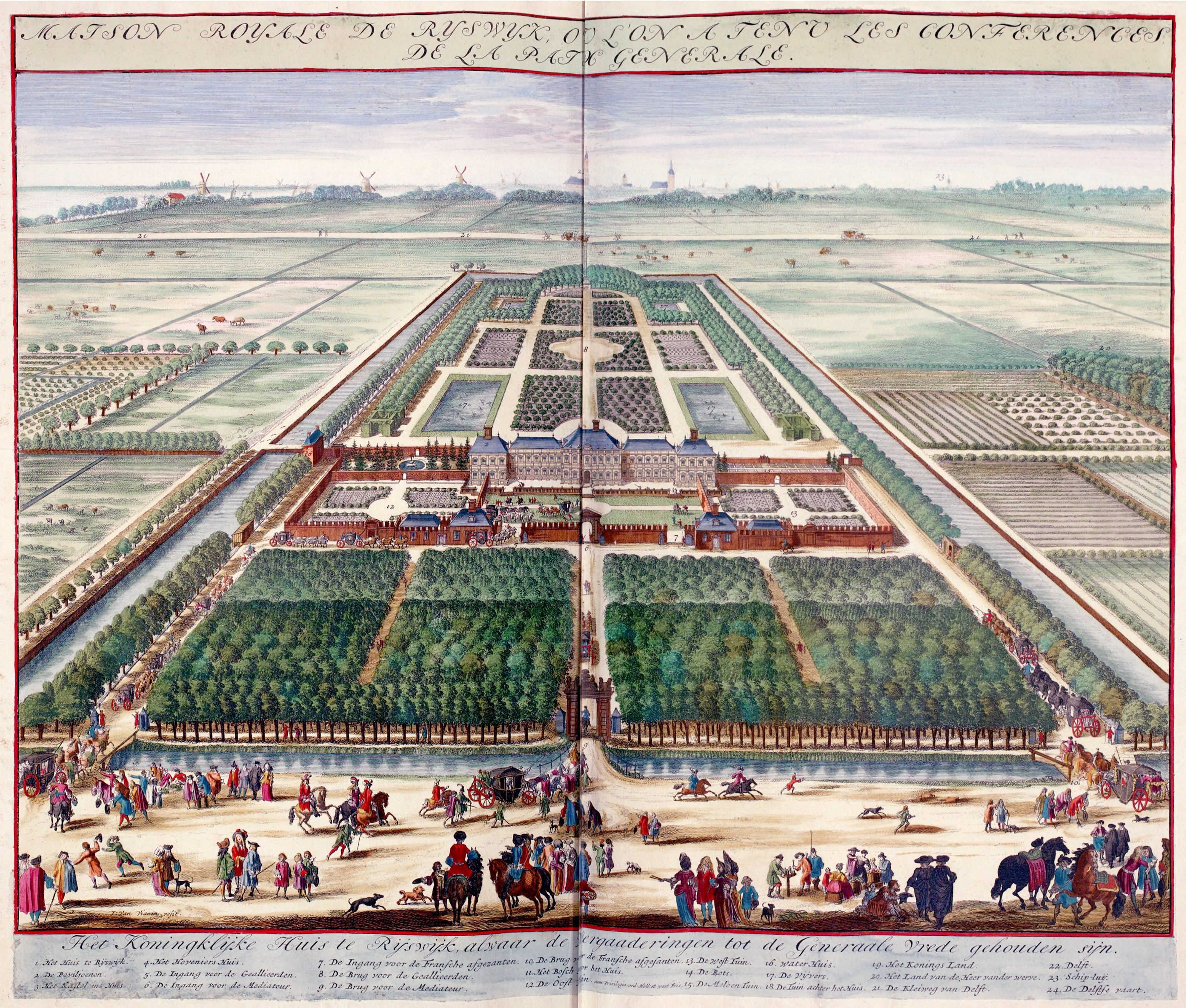
Das ab 1633 errichtete Huis ter Nieuwburg in Rijswijk, hier nach einer Darstellung aus dem Jahr 1697

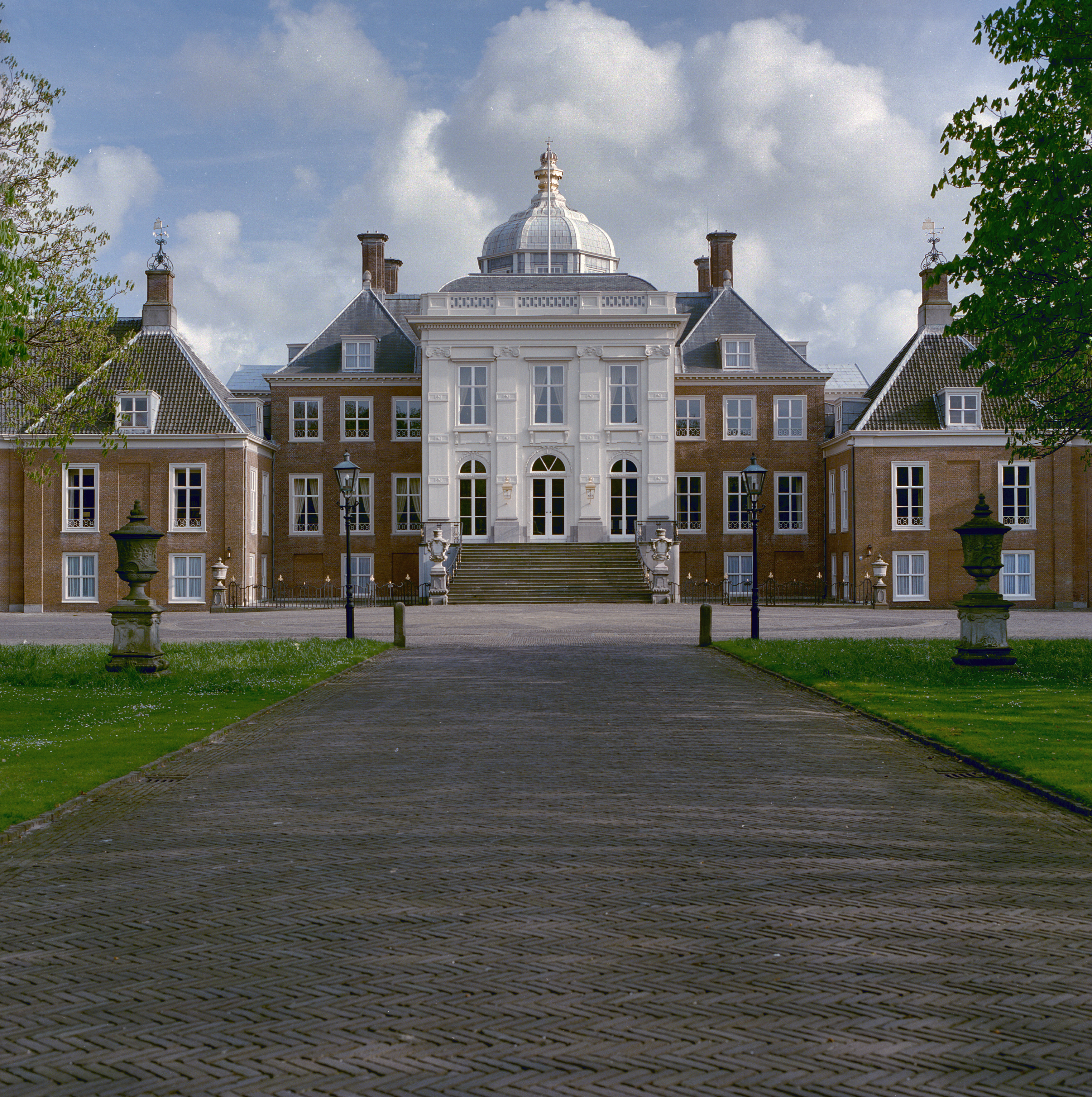
Huis ten Bosch, Den Haag, errichtet ab 1645

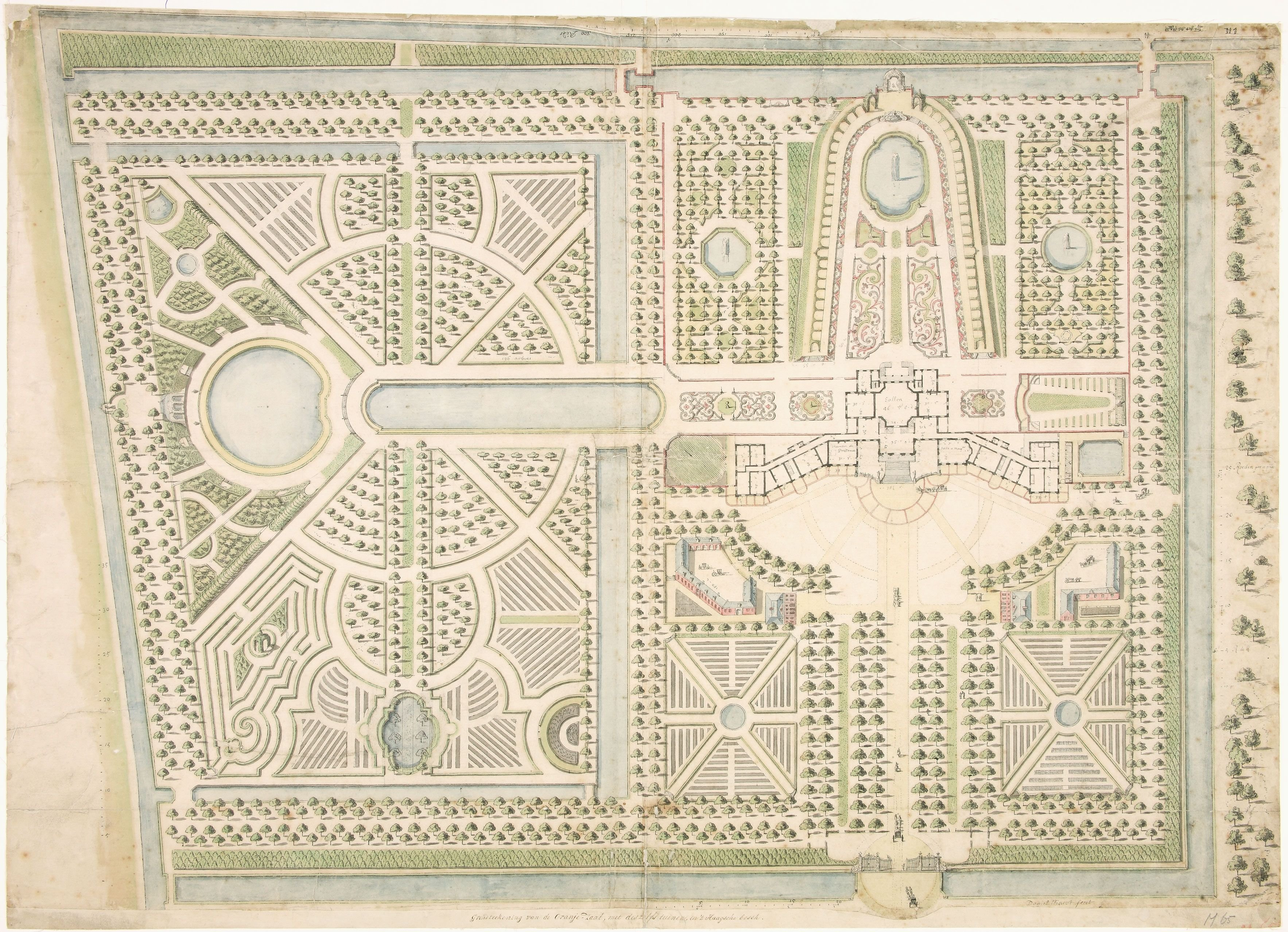
Plan des Huis ten Bosch von Daniël Marot, 1732

Amalie von Solms hatte am Heidelberger Hof eine Kunst quasi königlichen Zuschnitts kennengelernt und setzte zeit ihres Lebens exquisite Kunstaufträge zur Darstellung ihres Ranges ein. Besondere Aufmerksamkeit schenkte sie dabei den jeweiligen Neuerungen der Pariser Hofkunst, die sie nacheinander in verschiedenen Palästen und Schlössern in ihren Appartements umsetzte.
Das Statthalterehepaar nahm ab 1625 seine Hauptwohnung im Binnenhof in Den Haag, der durch Bauleute aus Paris um einen neuen Flügel erweitert worden war, und der 1632 nochmals durch einen kurzen Flügel vergrößert wurde.
Bereits 1621 war etwa 10 km südwestlich von Den Haag mit dem Bau des (heute nicht mehr erhaltenen) Landschlosses Huis Honselaarsdijk begonnen worden, an dem bis 1647 gebaut wurde. Die Anlage verband in einer strengen Symmetrie ein Dreiflügelschema des Kernschlosses mit einem weit ausgreifenden Garten. In der Architektur waren Anregungen aus den vor allem in den 1570er Jahren erschienenen Publikationen des französischen Architekten Jacques I. Androuet du Cerceau verarbeitet worden, in denen die bekanntesten Schlösser Frankreichs zu studieren waren.
1633–1636 entstand zusätzlich das Schloss und der Garten von Huis ter Nieuwburg in Rijswijk, ebenfalls in der unmittelbaren Umgebung von Den Haag.
1645 wurde im Nordosten von Den Haag mit dem Lustschloss Huis ten Bosch begonnen, das Amalie nach dem Tod ihres Gatten 1647 zu einem Mausoleum und Gedenkbau ausgestaltete. Ein entscheidendes Vorbild war hier das zwischen 1615 und 1620 von Maria de’ Medici errichtete Palais du Luxembourg mit seiner umfangreichen, die Bauherrin verherrlichenden Gemäldeausstattung.
In all diesen Bauten beschäftigte sich Amalie vor allem mit der Innenraumgestaltung. Hier wurde nach der neusten, von Catherine de Vivonne, Marquise de Rambouillet und ihrem Salon vertretenen Pariser Mode die Idee des durch ein dominierendes Farbschema vereinheitlichten und konzentrierten Raumeindrucks umgesetzt. Ebenso neu waren die geprägten und auf Goldgrund farbig bemalten Ledertapeten. In den 1630er Jahren wurden diese Wandverzierungen durch eine weitere höfische Mode der Wandgestaltung ergänzt. Nun wurden Räume durch raumhohe Holzpaneele in Felder eingeteilt, in die Gemälde mit farbigen Grotesken, Landschaftsansichten oder Seestücken eingelassen wurden.
Ebenfalls aus Paris übernommen wurde der Typus des Betts in einer Wandnische, dem Alkoven, mit einer vorgelagerten Balustrade. Auf diese Weise konnte sowohl soziale Distanz hergestellt werden als auch der intime Raum des Alkovens als Zeichen besonderer Wertschätzung durch die Hausherrin zugänglich gemacht werden. Um 1640 wurde das Bett mit Balustrade im Binnenhof eingeführt. 1641 erhielt es eine neue Balustrade mit ostasiatischen Lackarbeiten.
Die Niederlande waren damals der Haupthandelsort für Importe aus Ostasien. Besonders geschätzt waren Porzellanwaren aus China. Amalie begann, solche Porzellane als prestigeträchtige Sammlungsgegenstände in besonderen Räumen zu konzentrieren. Zunächst noch mit Naturalien in der Art einer Kunst- und Wunderkammer angeordnet, entstand 1634 im Binnenhof eine Galerie, in der Porzellangefäße dominierten. Der (verlorene) Raum stellt eines der ersten Beispiel für chinoise Raumkonzepte in Europa überhaupt dar.
Eine weitere, aus Ostasien importierte Technik war die Lackmalerei. In den 1660er Jahren ließ Amalie in Huis ten Bosch aus Lackschachteln die Wandverkleidung eines Kabinetts herstellen. In der Folgezeit sollten sich die neuen Raumtypen des Porzellankabinetts und Lackkabinetts als Manifestationen von Chinabegeisterung und prestigeträchtiger Architektur über ganz Europa verbreiten.